# Viktoria Rosjtsjyna
Viktoria Rosjtsjyna (Oekraïens: Вікторія Володимирівна Рощина; Zaporizja, 6 oktober 1996 - Taganrog, 19 september 2024) was een Oekraïense journaliste die verslag deed van de Russische invasie van Oekraïne en het beleg van Marioepol. Ze ontving de Courage in Journalism Award 2022 van de International Women's Media Foundation. Rosjtsjyna verdween in augustus 2023 en in oktober 2024 werd bevestigd dat ze in Russische gevangenschap was overleden. De Oekraïense regering kondigde aan dat ze haar dood zou onderzoeken als mogelijke moord en oorlogsmisdaad.
De documentaire 'Vika's laatste opdracht' onthult wat Rosjtsjyna moet hebben meegemaakt na haar verdwijning. De film werd gemaakt door een groep journalisten van de Oekraïense media Slidstvo.info, Graty, en Suspilne, met de steun van Verslaggevers Zonder Grenzen. Uit onderzoek van verscheidene media en getuigenverklaringen blijkt dat Rosjtsjyna voor het laatst levend gezien zou zijn in SIZO-2, een detentiecentrum in Taganrog, een beruchte Russische gevangenis waar martelingen plaatsvinden.